# Fredy Sieg

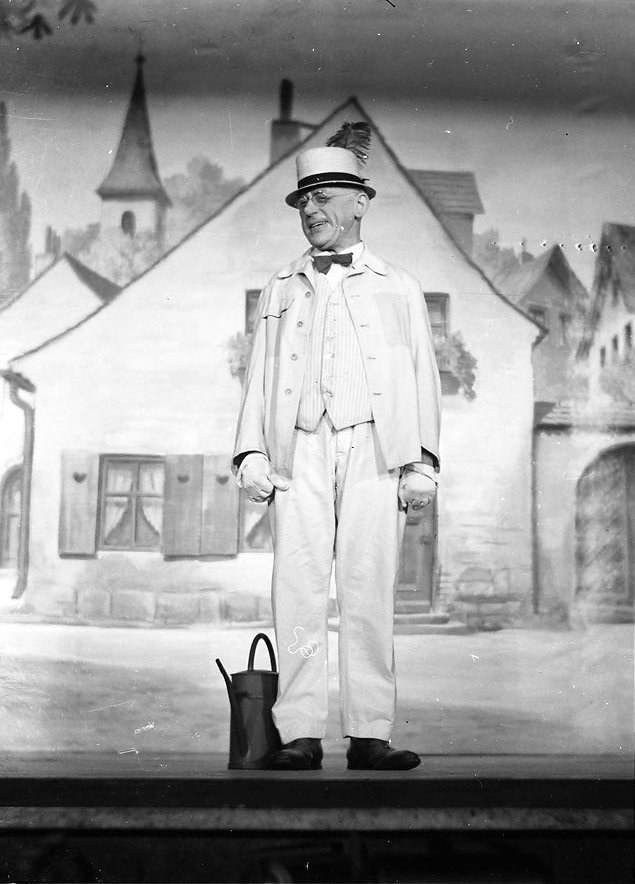
Fredy Sieg in Carows Lachbühne, 1936

Fredy Sieg, eigentlich Alfred Conrad Gyß, (* 28. September 1878 in Berlin; † 25. Februar 1962 in Berlin-Friedrichshain) war ein deutscher Schauspieler, Kabarettist, Komiker und volkstümlicher Vortragskünstler.

## Leben
Fredy Sieg wurde als Alfred Gyß geboren. Obwohl er schon immer Komiker werden wollte, musste er sich zunächst dem Wunsch seiner Eltern fügen und einen anständigen Beruf erlernen. Er beendete eine Lehre bei der AEG als technischer Zeichner für Beleuchtungskörper, gab dann aber seiner Leidenschaft nach und schloss sich kleinen Sängergesellschaften an, mit denen er durch die gesamte Mark Brandenburg und weiter bis hinauf nach Pommern und ostwärts nach Schlesien zog. In kleinsten Ortschaften, oft in Gasthaussälen oder Schützenhäusern, brachten die Sänger lustige Unterhaltung für kleine Leute. Kino und Radio als Konkurrenz für die Volkssänger lagen noch in weiter Ferne.
„Ich kam, sang und siegte“, bekannte er einmal, und deshalb habe er sich Fredy Sieg genannt. Wahrscheinlicher ist aber, dass sein Künstlername durch Umdrehen der Buchstaben in seinem bürgerlichen Namen zustande kam: Aus Gyß wurde Syg oder, weil es besser klang: Sieg.
Der von Carows Lachbühne und dem Berliner Kammerbrettl bekannte Sieg lebte bis zu seinem Tod im Berliner Stadtteil Prenzlauer Berg. Seine letzte Ruhe fand er auf dem evangelischen Georgen-Parochial-Friedhof II im Bezirk Friedrichshain-Kreuzberg. Die Grabstätte befindet sich im Feld 6 (Gitter)-18-25.

## Repertoire
Wie es Tradition bei den Volkssängern war, schrieb er sich seine Vorträge überwiegend selbst. Mehr als hundert Lieder hat er getextet und auch meist selbst vorgetragen. Ab 1924 war er Hauskomiker in Erich Carows „Lachbühne“, der er bis zu deren Zerstörung im Bombenkrieg 1943 treu blieb. Er kam stets im Straßenanzug auf die Bühne, als feiner Herr mit weißen Gamaschen und Stöckchen. Sein Thema war das Leben der kleinen Leute in den Vororten, das er aus eigener Erfahrung kannte. Sieg zeichnete komische Genre- und Typenbilder wie den ,Doofen‘, den ,Angler‘ oder den ,Portier‘. Zu seinen bekanntesten Vorträgen gehören Das Lied von der Krummen Lanke und Hochzeit bei Zickenschulze aus Bernau. Letzteres gilt als eines der turbulentesten Vortragsstücke der Brettlkomik, verbaler Slapstick – beinahe so berühmt wie der Überzieher von Otto Reutter oder Hermann heesta von Claire Waldoff.
Nach dem Zweiten Weltkrieg trat Sieg weiter bei Erich Carow in dessen neuem Domizil in Berlin-Gatow auf, ebenso in Hans Joachim Heinrichs’ Kammerbrettl (1945–1949), wo auch der junge Eberhard Cohrs als Komiker anfing. Und man sah ihn in Großvarietés wie dem Berliner Friedrichstadt-Palast oder dem Steintor in Halle/Saale. Auch im Berliner Rundfunk war er zu hören.

## Werke
- Ach, die schöne Angelei
- Das Lied von der Krummen Lanke (1923)
- Das liegt daran – sie hat die Hosen an
- Die Zille
- Ganz draußen an der Panke
- Hochzeit bei Zickenschulze
- Ick bin een’n Happen dämlich
- Ick bin ja doof
- Ick bin ’nen Gemütsmensch
- Ick bin Portier
- Reine Wäsche

## Tondokumente (Auswahl)
Sieg nahm mehrere Schallplatten auf: zuerst für das preiswerte Braun-Etikett der Grammophon, nach 1935 dann für Carl Lindströms Odeon- und Gloria-Etikett.
- Ach die schöne Angelei (Sieg) Gr braun 22 13 (mx. 2837 ½ GN)
- Hochzeit bei Zickenschulze (Sieg) Odeon O-28 483 (Be 14 886), zugänglich auch über YouTube.
- Ganz draußen an de Panke (Schwarz; Sieg) Odeon O-28 483 (Be 14 887)
- Lied von der Krummen Lanke I und II (TuM.: F.Sieg) Gloria G.O.27 054 (Bi 2230/2231); auch auf Odeon O-26 676 veröffentlicht, zugänglich auch über YouTube.
- Ick bin ja doof (Max Schroeder; Fredy Sieg) Gloria G.O.27 167 (Bi 2429)
- Ick bin Portier (Zehr; Oppermann) Gloria G.O. 27 392 (Bi 2762)

## Filmografie
- 1932: Aafa-Kunterbunt
- 1938: Eine Nacht im Mai
- 1951: Corinna Schmidt